# 若林真紀
若林 真紀（わかばやし まき）は、日本の小説家（女性）。1980年代後半以降の少女小説ブームの時期に、講談社X文庫ティーンズハートや角川スニーカー文庫、小学館パレット文庫で作品を発表した。

## 人物
横浜市に育つ。美術大学を卒業後、編集者、グラフィックデザイナー、コピーライター等の職を経て小説家となった。

## 著作リスト

### 講談社X文庫ティーンズハート
- 『あなたのいる夕暮れ』(イラスト/いでまゆみ)　1988年9月5日発行
- 『ハートビート・スキャンダル』(イラスト/いでまゆみ)　1988年11月5日発行
- 『あなたが見えない』(イラスト/いでまゆみ)　1989年1月5日発行
- 『バナナシェイクをふたりで』(イラスト/いでまゆみ)　1989年3月5日発行
- 『ささやきを聴きとめて』(イラスト/いでまゆみ)　1989年5月5日発行
- 『ひとの気も知らないで』(イラスト/いでまゆみ)　1989年7月5日発行
- 『夏だけの恋にしないで』(イラスト/いでまゆみ)　1989年9月5日発行
- 『もう一度あなたに帰りたい』(イラスト/いでまゆみ)　1989年11月5日発行
- 『彼をわたしにください』(イラスト/いでまゆみ)　1990年1月5日発行
- 『卒業します！』(イラスト/高田祐子)　1990年3月5日発行
- 『禁じられた恋だけど』(イラスト/いでまゆみ)　1990年5月5日発行
- 『あなたを見ている…』(イラスト/いでまゆみ)　1990年7月5日発行
- 『ずっと信じていたいから』(イラスト/いでまゆみ)　1990年9月5日発行
- 『ふたりの恋を許してください』(イラスト/いでまゆみ)　1990年11月5日発行
- 『長い長い片想いの結末』(イラスト/糸井美和)　1991年1月5日発行
- 『好きなだけ泣いたら…』(イラスト/糸井美和)　1991年3月5日発行
- 『大切で守りたくて苦しくて』(イラスト/糸井美和)　1991年5月5日発行
- 『あの娘になりたい』(イラスト/糸井美和)　1991年7月5日発行
- 『こんなことになるなんて』(イラスト/糸井美和)　1991年9月5日発行
- 『それでもあなたを愛してる』(イラスト/糸井美和)　1991年11月5日発行
- 『どんなに強く抱きしめられても』(イラスト/いでまゆみ)　1992年1月5日発行
- 『あなたの胸がわたしの場所』(イラスト/いでまゆみ)　1992年3月5日発行
- 『ふたりになれない』(イラスト/いでまゆみ)　1992年5月5日発行
- 『いつでも傍にいたいのに』(イラスト/いでまゆみ)　1992年7月5日発行
- 『あなたの彼女になるために』(イラスト/村田順子)　1992年9月5日発行
- 『嫌われたくないの』(イラスト/村田順子)　1992年11月5日発行
- 『涙だけの恋なんて…』(イラスト/村田順子)　1993年1月5日発行
- 『もう何も言わないで』(イラスト/村田順子)　1993年3月5日発行
- 『告白されたそのあとで…』(イラスト/村田順子)　1993年5月5日発行
- 『彼を不良と呼ばないで』(イラスト/いでまゆみ)　1993年7月5日発行
- 『終わらない始まらない』(イラスト/栗原まもる)　1993年9月5日発行
- 『どこまで許せますか？』(イラスト/栗原まもる)　1993年11月5日発行
- 『あのひとの彼女は…』(イラスト/栗原まもる)　1994年1月5日発行
- 『放課後まで待てない』(イラスト/栗原まもる)　1994年3月5日発行
- 『知らなければよかった』(イラスト/栗原まもる)　1994年6月5日発行
- 『キスして欲しかったのに』(イラスト/栗原まもる)　1994年9月5日発行
- 『素直になれなくて』(イラスト/栗原まもる)　1995年1月5日発行
- 『その気にさせないで』(イラスト/栗原まもる)　1995年4月5日発行
- 『ふたりがうまくいきますように』(イラスト/栗原まもる)　1995年7月5日発行
- 『この愛にできること』(イラスト/糸井美和)　1995年10月5日発行
- 『そんな眼で見ないで』(イラスト/糸井美和)　1996年1月5日発行
- 『電話のベルが鳴らない』(イラスト/糸井美和)　1996年5月5日発行
- 『気持ちを伝えられなくて…』(イラスト/糸井美和)　1996年8月5日発行

### 角川スニーカー文庫
- 『この恋が実らなくても』(イラスト/村田順子)　1990年4月1日発行
- 『大人の恋にあこがれて』(イラスト/村田順子)　1990年10月1日発行
- 『心に嘘をつかないで』(イラスト/村田順子)　1990年12月1日発行

### 小学館パレット文庫
- 『失恋したらどうしよう』(イラスト/西りかこ)　1993年7月20日発行
- 『恋にならなくて…』(イラスト/藤田和子)　1993年11月20日発行
- 『何でもないことだったのに』(イラスト/あいかわももこ)　1994年2月20日発行

### ポプラ社ジュニアメッセージ文庫
- 『きっと大丈夫ッ❤～生きてることが勉強なんだ～』(イラスト/しばたあゆみ)　1995年3月発行